# Roland Lehoucq
Roland Lehoucq (né le 30 novembre 1965 à Issy-les-Moulineaux) est un astrophysicien au Commissariat à l'énergie atomique, enseignant, auteur et vulgarisateur. Il a connu des succès auprès du grand public avec ses livres D'où viennent les pouvoirs de Superman ? et Faire de la science avec Star Wars, participation à de nombreuses expositions et festivals aussi bien en science qu'en science-fiction.

## Biographie
Ancien élève de l'École normale supérieure de la rue d'Ulm (promotion 1985) et agrégé de physique (1989), Roland Lehoucq est recruté en 1992 comme chercheur au Commissariat à l'énergie atomique de Saclay et travaille sur l’astrophysique des hautes énergies puis en cosmologie (topologie cosmique).
Parallèlement à ses activités de recherche, il enseigne à l'École polytechnique (la relativité restreinte et l'astrophysique stellaire) de 2006 à 2019, à Sciences Po Paris de 2015 à 2017 et à Sciences Po Paris, campus du Havre depuis 2015 (cours dispensé avec Marie Dégremont et intitulé « Transition énergétique : enjeux et limites » ; cours dispensé avec Ugo Bellagamba et intitulé « La Science-Fiction, outil pour penser le monde et envisager l’avenir »).
Il a été administrateur de l'Association française d'astronomie.
Roland Lehoucq et Denis Savoie ont conçu et calculé le plus grand cadran solaire du monde, dont les lignes horaires ont été dessinées sur la voûte du barrage de Castillon.
Il est connu pour ne jamais avoir eu de téléphone mobile.
En 2019, au sein de l'Agence de l'innovation de défense, dont il fait partie du comité de pilotage, Roland Lehoucq est nommé coordinateur d'un projet nommé « Red Team », où « l'armée recrute des auteurs pour préparer l'avenir »,. La présentation de ce projet au festival de science-fiction des Utopiales, dont il est le président, ainsi que l'invitation de l'ANDRA alors que le président du festival est astrophysicien au CEA, suscitent un texte de protestation signé par des auteurs et acteurs du milieu de la science-fiction, publié sur le site des éditions La Volte,.

## Vulgarisation
En 1999, Roland Lehoucq a fondé la rubrique Scientifiction de la revue Bifrost. Depuis cette première expérience, il publie régulièrement chroniques et livres de vulgarisation scientifique notamment en partant d’œuvres de fiction. Sa démarche exploite régulièrement des supports imaginaires pour faire de la science.
- Fondateur et chroniqueur Idées de physique de la revue Pour la science de 1999 à 2001.
- Fondateur et chroniqueur avec Jean-Sébastien Steyer de la rubrique Science et fiction de la revue Pour la Science de 2012 à 2018.
- Chroniqueur dans le cahier hebdomadaire Science et Médecine du journal Le Monde, de 2011 à 2018.
- Directeur de la collection Parallaxe des éditions le Bélial’[14].
- Président du festival les Utopiales depuis 2012[15].
- Membre du comité scientifique du Festival d'Astronomie de Fleurance depuis 2002[16].
- Président de la Société astronomique de France depuis mai 2025[17].

## Publications de vulgarisation
- Scientifiction – La Physique de l'impossible, Le Bélial', 2024  (ISBN 978-2-38163-127-1).
- Roland Lehoucq, Pourquoi le Soleil brille, humenSciences, 2020, 198 p. (ISBN 978-2-37931-069-0 et 2-37931-069-6), p. 204.
- La science fait son cinéma, Roland Lehoucq et Jean-Sébastien Steyer, édition Le Bélial’, 2018  (ISBN 978-2-84344-942-0).
- Où sont-ils ? À la recherche des extraterrestres, Mathieu Agelou, Gabriel Chardin, Alexandre Delaigue, Jean Duprat et Roland Lehoucq, CNRS Éditions, 2017  (ISBN 978-2-271-11637-6).
- Laureline et Valérian en mission pour la Cité, catalogue de l’exposition, Roland Lehoucq, Alain Musset et Jean-Sébastien Steyer, Cité des sciences et de l'industrie, 2017  (ISBN 978-2-86842-190-6).
- Les Idées noires de la physique, Vincent Bontems et Roland Lehoucq, illustrations de Scott Pennor's, Éditions Les Belles Lettres, 2016  (ISBN 978-2-251-44590-8).
- Combien de doigts a un extraterrestre?, le bestiaire de la SF à l’épreuve des sciences, Roland Lehoucq, Jean-Sébastien Steyer, Marc Boulay, Belin, 2016  (ISBN 978-2-410-00261-4).
- Exquise planète, Roland Lehoucq, Jean-Sébastien Steyer, Jean-Paul Demoule, Pierre Bordage, Éditions Odile Jacob, 2014  (ISBN 978-2-7381-3065-5).
- La SF sous les feux de la science, Le Pommier, 2012  (ISBN 978-2-7465-0619-0).
- Les extraterrestres expliqués à mes enfants, Le Seuil, 2012  (ISBN 978-2-02-103535-3).
- Mission Caladan, Claude Ecken et Roland Lehoucq, Le Pommier, 2010  (ISBN 978-2-7465-0485-1).
- À quoi ça sert ? La physique, Bénédicte Leclercq et Roland Lehoucq, Belin, 2009  (ISBN 978-2-7011-5293-6).
- SF : la science mène l'enquête, Paris, Éditions Le Pommier, coll. « essais », 2007, 245 p. (ISBN 978-2-7465-0548-3).
- La lumière à la loupe, Le Pommier, collection les Mini-Pommes, 2005  (ISBN 978-2-7465-0248-2).
- Les Constantes fondamentales de Roland Lehoucq et Jean-Philippe Uzan, Belin, 2005  (ISBN 978-2-7011-3626-4).
- Faire de la science avec Star Wars, Le Pommier, 2005[18] ; deuxième édition : éditions le Bélial’, 2015  (ISBN 978-2-84344-740-2) puis troisième édition revue et augmentée : éditions le Bélial’, 2017  (ISBN 978-2-84344-928-4).
- Qu’est-ce que la matière ?, Françoise Balibar, Jean-Marc Lévy-Leblond, Roland Lehoucq, éditions Le Pommier/Collège de la Cité, 2005  (ISBN 978-2-7465-0767-8).
- Le Soleil, notre étoile, illustrations de Magali Bonniol, Le Pommier, collection Les Mini-Pommes, 2004  (ISBN 978-2-7465-1134-7).
- Mais où est le Temple du Soleil, enquête scientifique au pays d’Hergé, Roland Lehoucq et Robert Mochkovitch, Flammarion, 2003  (ISBN 978-2-08-210325-1).
  - nouvelle édition 2023, en noir et blanc, sans les illustrations d'Hergé,  (ISBN 978-2-08-028725-0)
- La Force, Roland Lehoucq et Marc Lévy, EDP Sciences, 2003  (ISBN 978-2-86883-633-5).
- D'où viennent les pouvoirs de Superman ? Physique ordinaire d'un super-héros, EDP Sciences, 2003  (ISBN 978-2-86883-671-7).
- Les lois du monde, Notre environnement expliqué par la physique, Roland Lehoucq, Jean-Michel Courty et Édouard Kierlik, Belin, 2003  (ISBN 978-2-84245-059-5).
- L'Univers a-t-il une forme ?, éditions Flammarion, 2002 ; réédition dans la collection Champs, 2004  (ISBN 978-2-08-080098-5).

## Participations à des ouvrages collectifs
- Tolkien et les sciences, ouvrage collectif, Belin, 2019  (ISBN 978-2-410-00075-7).
- Variations sur l’histoire de l’humanité, ouvrage collectif, La Ville Brûle, 2018  (ISBN 978-2-36012-103-8).
- Postface de l’anthologie publiée pour les 50 ans du LAAS-CNRS, Dimension Technosciences @venir, dirigée par Thierry Bosch & Jean-Claude Dunyach, Black Coat Press, collection Rivière Blanche, 2018  (ISBN 978-1-61227-793-6).
- (en) Toward Asteroid Exploration, in Visions, Ventures, Escape Velocities: A Collection of Space Futures, edited by Ed Finn and Joey Eschrich, Center for Science and the Imagination, Arizona State University, 2017.
- Les p'tits bateaux, dirigé par N. Bréham, éditions First, 2013  (ISBN 978-2-7540-5026-5).
- Variations sur un même ciel, dirigé par Jean-Philippe Uzan, éditions La Ville Brûle, 2012  (ISBN 978-2-36012-031-4).
- La physique pour les nuls, ouvrage collectif dirigé par D. Meier, Éditions Générales First, 2009  (ISBN 978-2-7465-0441-7).
- 29 notions clés pour savourer et faire savourer la science, ouvrage collectif dirigé par Léna, éditions Le Pommier, collection La Main à la Pâte, 2009.
- Calendriers, miroirs du ciel et des cultures, ouvrage collectif dirigé par D. Wilgenbus, éditions le Pommier/La Main à la Pâte, 2009  (ISBN 978-2-7465-0422-6).
- Petite histoire de la matière et de l’univers, ouvrage collectif dirigé par H. Reeves, éditions le Pommier, 2008  (ISBN 978-2-7465-0432-5).
- Graines de Sciences 9, ouvrage collectif dirigé par D. Wilgenbus, éditions Le Pommier/La Main à la Pâte, 2008  (ISBN 978-2-7465-0390-8).
- Le grand récit de l’Univers, ouvrage collectif dirigé par Bénédicte Leclercq, éditions Le Pommier, 2007  (ISBN 978-2-7465-0354-0).
- Graines de Sciences 8, ouvrage collectif dirigé par D. Wilgenbus, éditions Le Pommier/La Main à la Pâte, 2007  (ISBN 978-2-7465-0337-3)
- Dune : exploration scientifique et culturelle d’une planète-univers, ouvrage collectif dirigé par R. Lehoucq, Le Bélial, coll. « Parallaxe », 2020  (ISBN 978-2-84344-972-7).

## Expositions
- Conseiller scientifique de l’exposition Valérian et Laureline en mission pour la Cité, Cité des Sciences et de l’Industrie, juin 2017 - janvier 2018 ; avec Alain Musset et Jean-Sébastien Steyer.
- Créateur de l’exposition L’Odyssée de la lumière, Cité des Sciences et de l’Industrie, mars 2015 - octobre 2015 ; avec Jean-Marc Bonnet-Bidaud.
- Commissaire scientifique de l’exposition Science et Science-Fiction, aventures croisées, Cité des Sciences et de l’Industrie, octobre 2010 - juillet 2011 ; avec Ugo Bellagamba, Patrick Gyger et Clément Pieyre.
- Conseil scientifique de l’exposition Voyage vers le centre de la Galaxie, Palais de la Découverte, février 2008 - avril 2008 ; Musée de l’Air et de l’Espace, avril 2008 - juin 2008 ; avec Jean-Marc Bonnet-Bidaud et Christian Gouiffès.
- Commissaire scientifique de l’exposition permanente Le Grand Récit de l’Univers, inaugurée le 25 mars 2008 à la Cité des Sciences et de l’Industrie ; avec Étienne Klein et Marc Lachièze-Rey.
- Créateur du parcours scientifique de Star Wars l’expo, Cité des Sciences et de l’Industrie de Paris, octobre 2005 - août 2006.
- Conseil scientifique de Le monde de Franquin, Cité des Sciences et de l’Industrie de Paris, octobre 2004 - août 2005.
- Conseil scientifique de Mission Biospace, Cité de l’Espace de Toulouse, avril 2004 - octobre 2005.

## Décorations
- Chevalier de l'ordre des Palmes académiques (2014)[19]
- Chevalier de la Légion d'honneur (31 décembre 2018)[20]

## Prix et distinctions
- 1984 : Prix Georges Bidault de l'Isle de la Société astronomique de France[21]
- 2004 : Prix Jean-Perrin de la Société française de physique
- 2004 : Prix spécial du Festival d'astronomie de Haute-Maurienne, pour le livre Mais où est donc le temple du Soleil ?
- 2008 : Prix du Festival d'astronomie de Haute-Maurienne, pour le livre Le Grand récit de l’univers
- 2008 : Prix SF2A/ACO de la diffusion scientifique en astronomie
- 2010 : Prix Diderot-Curien de l'AMCSTI (Association des musées et centres pour le développement de la culture scientifique, technique et industrielle)
- 2013 : Prix du livre scientifique du salon À plein volume pour le livre La SF sous les feux de la science
- 2025 : grand prix de l'Imaginaire du meilleur essai 2025 pour Scientifiction. La Physique de l'impossible

## Hommages
Un astéroïde de 3,5 km de diamètre a été baptisé (31387) Lehoucq par l'Union astronomique internationale (UAI),.